# Zarzecze (Jasło)
Pour les articles homonymes, voir Zarzecze.
Zarzecze est une localité polonaise de la gmina de Dębowiec, située dans le powiat de Jasło en voïvodie des Basses-Carpates.